# Vampiresas 1930
Vampiresas 1930 è un film del 1962 diretto da Jesús Franco.
Si tratta di un musical il cui titolo di lavorazione era Volando hacia la fama (Volando verso la fama). Quello della versione distribuita in Francia è Certains les préfèrent noires, talvolta citato come Certains l'aiment noire.

## Edizioni in DVD
Il film è uscito in Spagna per la Divisa ediciónes. Il raffronto con la precedente VHS della EBC mostra un'immagine spesso tagliata non solo ai lati, ma anche in alto e in basso. A ciò si aggiungano una definizione dell'immagine da VHS e un audio imperfetto.